# Herbert Christ (Politiker)
Herbert Christ (* 20. Januar 1941 in Nürnberg) ist ein deutscher Politiker der FDP und ehemaliges Mitglied des Deutschen Bundestages.

## Leben
Christ besuchte eine naturwissenschaftliche Oberrealschule, an der er die Oberstudienreife erlangte. Er trat 1959 in den gehobenen Verwaltungsdienst der Stadt Nürnberg ein und war später Leiter der Gewerbeüberwachung beim Amt für öffentliche Ordnung. Außerdem war er Lehrer an der Bayrischen Verwaltungsschule.

## Politik
Christ trat im Jahr 1968 der FDP Bayern bei und war von 1969 bis 1971 Vorsitzender der Nürnberger Jungdemokraten. Im Jahr 1971 wurde er FDP-Kreisvorsitzender in Nürnberg. Er war ab dem 13. Dezember 1972 für eine Legislaturperiode Mitglied des Deutschen Bundestages. Er wurde über die Landesliste der FDP in Bayern gewählt. Im Bundestag war er bis September 1974 als ordentliches Mitglied im Ausschuss für Jugend, Familie und Gesundheit tätig. Ab September 1974 wurde er Mitglied des Ausschusses für Wirtschaft. Er konnte sich wegen seiner unabsichtlichen Kontakte zum Ministerium für Staatssicherheit nicht mehr für eine weitere Wahlperiode empfehlen.
Im Jahr 1981 traten in Nürnberg Herbert Christ und weitere FDP-Funktionäre aus ihrer Partei aus. Sie konnten sich mit der sicherheits- und wirtschaftspolitischen Linie der Bundes- und Landesparteiführung nicht mehr identifizieren.